# Odontria variegata
Odontria variegata är en skalbaggsart som beskrevs av Given 1952. Odontria variegata ingår i släktet Odontria och familjen Melolonthidae. Inga underarter finns listade i Catalogue of Life.